# Atsushi Suzumi
Atsushi Suzumi (鈴見 敦 Suzumi Atsushi?) nacida en la prefectura de Ehime, es una mangaka japonesa.
Su obra más notable ha sido Venus versus Virus, que además de haber sido adaptada a anime, también ha sido traducida a numerosos idiomas. 
Otra de sus obras más notable es Tokyo Ravens, que aunque no es original suya, ya que es una adaptación de la novela ligera de Kohei Azano, merece ser incluida en la lista de obras importantes de la autora.

## Mangas
- Venus versus Virus- 2005
- Haridama Magic Cram School - 2005
- Amefurashi - 2006
- Yoru Naku Suzume - 2008
- Nightmare Go Round - 2009
- Bloody Little Circus - 2009
- Uruwashi Kaitou Alice - 2010
- Tokyo Ravens - 2010

| Año  | Manga                      | Revista               | Editorial        | Volúmenes          |
| ---- | -------------------------- | --------------------- | ---------------- | ------------------ |
| 2005 | Venus versus Virus         | Dengeki Daioh         | ASCII MediaWorks | 8                  |
| 2005 | Haridama Magic Cram School | Monthly Shōnen Sirius | Kodansha         | 1                  |
| 2006 | Amefurashi                 | ???                   | ???              | 1                  |
| 2008 | Yoru Naku Suzume           | Dengeki Daioh         | ASCII MediaWorks | 1 o One Shot       |
| 2009 | Nightmare Go Round         | Young Gangan          | Square Enix      | 2                  |
| 2009 | Bloody Little Circus       | GELATIN               | Wani Magazine    | 1 o One Shot       |
| 2010 | Uruwashi Kaitou Alice      | Dengeki Daioh         | ASCII MediaWorks | 0 (en publicación) |
| 2010 | Tokyo Ravens               | Shonen Ace            | Kadokawa         | 3 (en publicación) |